# La Couleur de l'amour

La Couleur de l'amour (The Color of Love: Jacey's Story) est un téléfilm américain réalisé par Sheldon Larry et diffusé en 2000.

## Fiche technique
- Titre original : The Color of Love: Jacey's Story
- Scénario : Nancey Silvers
- Durée : 120 min
- Pays :  États-Unis

## Distribution
- Gena Rowlands : Georgia Porter
- Louis Gossett Jr. : Lou Hastings
- Penny Fuller : Madeleine Porter
- Stella Parton : Ellen Fuller
- Helen Floyd : Betty Watson
- Monica Parker : May Bolton
- Penny Bae Bridges : Jacey Hastings
- Michael Burgess : Docteur Rose
- Bev Appleton : Joe Porter
- Sonny Shroyer : Larry Summer
- Christien Compton : Lily-Joe
- Mike Harding : Docteur Peterson
- Jim Martin Jr. : Ministre
- Elizabeth Omilani : Kayla Alex
- Elaine Nalee : Femme dans le parc
- Kayla Martin : Lily-Joe (6 ans)
- Chandler McIntyre : Georgia (20 ans)
- Patricia Rudisill : Jane Cramer
- George Gaffney : Marcus
- .Ahmad Harhash  : ..Marcy